# Флаг Белгорода
Флаг Бе́лгорода — один из официальных символов (наряду с гербом) города Белгорода Белгородской области Российской Федерации. Флаг является символом единения и взаимодействия жителей города.
Ныне действующий флаг утверждён 22 июля 1999 года решением Белгородского городского Совета депутатов № 321 и внесён в Государственный геральдический регистр Российской Федерации с присвоением регистрационного номера 978 в 2002 году.

## Описание
«Прямоугольное полотнище из двух горизонтальных полос: верхней — голубого цвета и нижней — белого цвета. Отношение размеров голубой и белой полос 2\3:1\3. В крыже на голубой полосе (у древка флага) расположено цветное изображение фигур герба г. Белгорода — орла и льва. Ширина фигур герба составляет 1/5 часть голубой полосы. Высота фигур составляет 4/5 высоты голубой полосы».

## Обоснование символики
Флаг разработан на основе герба, фигуры которого впервые были изображены на знамёнах Белгородских полков в 1712 году. По одной из версий, композиция флага символизирует победу России в русско-шведской войне. Орёл, символизирующий русскую армию, преследует льва — шведского короля.

## Предыдущий флаг
Первый флаг города Белгорода был утверждён 18 июня 1999 года решением Белгородского городского Совета депутатов № 279.
Описание флага гласило: «Прямоугольное полотнище из двух равных горизонтальных полос: верхней — голубого цвета и нижней — белого цвета. В крыже на голубой полосе (у древка флага) расположено цветное изображение фигур герба г. Белгорода — орла и льва. Ширина фигур герба составляет 1/5 часть голубой полосы. Высота фигур составляет 4/5 высоты голубой полосы».
22 июля 1999 года, решением Белгородского городского Совета депутатов № 304, в соответствии с рекомендациями Государственной Герольдии при Президенте Российской Федерации от 16 июня 1999 года № А23-2-201, утверждён рисунок флага города Белгорода, выполненный творческим коллективом: профессором Александром Ивановичем Ильиным, кандидатом исторических наук Александром Николаевичем Бердником, журналистом Инессой Эдуардовной Москалевой. Изменения, в частности, коснулись пропорции полос — ширина голубой полосы увеличена с 1/2 до 2/3.
В этот же день, решением Белгородского городского Совета депутатов № 321, соответствующие изменение внесено в Положение о флаге города Белгорода.

## Историческая справка
Впервые белгородская эмблема (предгерб), изображающая золотого льва и над ним орла появилась на ротных знамёнах Белгородского армейского пехотного полка, изготовленных в оружейной палате в 1712 году, а несколько позднее и на знамёнах Белгородского гарнизонного полка.
Размещение на геральдическом щите герба золотого льва и над ним одноглавого орла связано с конкретным историческим событием: достойным участием белгородцев в составе Белгородского армейского полевого полка в Северной войне 1700—1721 годов и особенно проявленном мужестве и отваге пехотинцев-белгородцев (фузелеров и гренадеров) в Полтавской битве 27 июня (8 июля) 1709 года, окончившейся полным разгромом шведов.
Лев в Белгородском гербе олицетворяет побеждённую Швецию — изображение льва было на королевском знамени Карла XII, а орёл был изображён на знамени предводителя русских войск — царя Петра I.
Датский посланник при дворе Петра I Юст Юль, описывая в своих «Записках» грандиозный фейерверк, устроенный в столице 1 января 1710 года по случаю победы в Полтавской баталии, среди множества атрибутов праздничных торжеств свидетельствует о длинном транспаранте со следующими надписями под рисунками: «А. Гора каменная, являющая Швецкое государство… В. Лев, выходящий из — за оной горы, являл армею швецкую… Д. …столп с короною, являющей государство Российское, к которому лев приближился… Е. Потом явился орёл для защищения оного столпа, являющей армею российскую и онаго льва Перуном (или огненными стрелами) расшил с великим громом…».